# Capromys
Capromys (Desmarest, 1822) è un genere di roditori della famiglia dei Capromiidi comunemente noti come hutia.

## Descrizione

### Dimensioni
Al genere Capromys appartengono roditori di grandi dimensioni, con lunghezza della testa e del corpo tra 316 e 604 mm, la lunghezza della coda tra 143 e 291 mm e un peso fino a 8,5 kg.

### Caratteristiche craniche e dentarie
Il cranio è lungo e appiattito, possono essere presenti delle creste sopra-orbitali, le ossa parietali hanno i bordi rialzati, l'osso giugale presenta un processo osseo diretto all'indietro robusto e ben marcato. La bolla timpanica è prominente. Il processo para-occipitale è solitamente lievemente allungato ed isolato. Il foro infra-orbitale è privo di canali per la trasmissione dei nervi. Il palato è stretto anteriormente. Gli incisivi sono stretti. i denti masticatori sono a crescita continua, con due rientranze sul lato esterno ed una su quello interno.
Sono caratterizzati dalla seguente formula dentaria:

### Aspetto
Il corpo è robusto e ricoperto da una pelliccia ruvida. La testa è grande, gli occhi sono relativamente piccoli. I piedi sono larghi, l'alluce è di dimensioni normali, mentre il quinto dito è relativamente lungo. Gli artigli sono grandi. Le zampe anteriori hanno quattro dita ben sviluppate ed il pollice piccolo. La coda è lunga circa un terzo della testa e del corpo ed è cosparsa di corti peli.

## Distribuzione
Si tratta di roditori arboricoli diffusi sull'isola di Cuba ed in alcune piccole isole vicine.

## Tassonomia
Il genere comprende 2 specie viventi e 7 estinte.
- Capromys acevedo†
- Capromys antiquus†
- Capromys arredondoi†
- Capromys gundlachianus
- Capromys latus†
- Capromys pappus†
- Capromys pilorides
- Capromys robustus†
- Capromys sp.indet.† vissuta sulle Isole Cayman